# 午夜游戏
《午夜游戏》（英語：The Midnight Game）是一部由A.D·卡尔沃执导、蕾妮·欧丝黛主演的一部超自然惊悚电影。该电影于2013年3月2日在迈阿密国际电影节上首映，并于2014年8月12日发行數碼多功能影音光碟。午夜游戏于2012年4月至5月在美國康涅狄格州沃灵福德拍攝。